# Перший корнет Стрешньов (фільм, 1928)
«Перший корнет Стрешньов» (рос. «Первый корнет Стрешнёв») — грузинський радянський чорно-білий художній фільм 1928 року, перший фільм кінорежисера Михайла Чіаурелі.

## Сюжет
Про пробудження класової свідомості у старого служаки царської армії. Події фільму відбуваються в 1917 році на Кавказькому фронті.

## Актори
- Є. Таркхнішвілі — полковник Гарабурда
- О. Горшенін — корнет Стрешньов
- О. Мартинов — Кратов
- М. Кулаков — Павло
- Н. Харітонова — медична сестра